# Symfonie č. 8 (Kabeláč)
8. symfonie Miloslava Kabeláče s podtitulem „Antifony“ vznikla v roce 1970 jako odraz skladatelových pocitů z invaze vojsk Varšavské smlouvy do Československa a nástup tzv. normalizačního procesu ve společnosti, kterým byl diktát moci nových komunistických vládců, zahrnující ztrátu základních svobod pro občany země.

## Charakteristika díla
Symfonie č. 8 je výjimečné dílo moderní vážné hudby 20. století jak po stránce formální, tak kompoziční a zvukové. Ve všech těchto atributech se odráží autorův kontemplativní koncept skladby. Má devět částí – pět vět a čtyři intermezza – jejichž struktura je určena přísným řádem jak v proporcionalitě, tak v symetrii. Strukturální a výrazovou osou díla je třetí, nejdelší věta symfonie. Intermezza spojují jednotlivé věty v jeden celek, ačkoli působí jako jejich konfrontace. Skladba je napsána pro soubor bicích nástrojů (6 hudebníků), varhany, koloraturní soprán a dva smíšené sbory. Zpívaný text je převzat z bible, konkrétně ze Starého Zákona. Kabeláč zvolil citace a fráze, jejichž účinek spočívá v jejich magickém a symbolickém smyslu: Mene, tekel, ufarsin (Sečetl, zvážil, rozdělil / proslulý Hospodinův, neviditelnou rukou napsaný vzkaz babylónskému králi Nabuchonodozorovi, kterým Hospodin hodnotí jeho činy a odsuzuje jej) – Amen – Hosanna – Hallelujah. Hudební řeč symfonie je modální a vyrůstá z vlastního skladatelova neobvyklého tónorodého principu. Vrchol 3. věty obsahuje citaci gregoriánského zpěvu „Dies irae“ (Dny hněvu). Hudební výraz skladby užívá takových prvků, jako jsou výkřiky, rytmické pokřiky, monotónní a exaltované vzývání či zaříkávání.
Základní myšlenkou díla je zejména důrazné varování proti nebezpečí zničení všech pozitivních humanistických hodnot (což historické okolnosti času jeho vzniku dokumentují). Sugestivní obrazy destrukce a utrpení se střídají s fázemi, připomínajícími apatii a evokují tím více než jasně pocity lidí oné doby. Symfonie je prodchnuta velkým zármutkem a skepsí, přesto v jejím závěru lze najít jakési paprsky naděje, pronikající skrze ničivou bouři a samotné konečné vyústění přece jen naznačuje její pevné uchopení, což činí celkový dojem pozitivním ve smyslu zřetelného smíru s nutností utrpení, kterým člověk vykoupí své duchovní osvobození. Dílo se svou závažností i originalitou může směle řadit k nejlepším symfonickým pracím hudby druhé poloviny 20. století.
Orchestrace 8. symfonie byla inspirována francouzským souborem bicích nástrojů „Les percusions de Strasbourg“, který také spolu s českými sólisty Janou Jonášovou (soprán) a Václavem Rabasem (varhany) uskutečnil premiéru díla v červnu roku 1971 ve Štrasburku.

## Reprezentativní nahrávka
Symphony No. 8, op. 54 „Antiphonies“ for soprano, mixed chorus, percussion instruments and organ. Pražský soubor bicích nástrojů, Pražský filharmonický sbor – Lubomír Mátl, Česká filharmonie, dirigent Václav Neumann, solisté: Jana Jonášová (soprán), Václav Rabas (varhany), František Maxián (klavír), Panton, CD